# Acordo de Nakuru
O Acordo de Nakuru, assinado em 21 de junho de 1975 em Nakuru, no Quénia, foi uma tentativa de salvar o Acordo de Alvor, que concedeu a independência a Angola de Portugal e estabeleceu um governo de transição. Embora o Acordo de Nakuru produzisse uma trégua entre os três movimentos nacionalistas — o Movimento Popular de Libertação de Angola (MPLA), a Frente Nacional de Libertação de Angola (FNLA) e a União Nacional para a Independência Total de Angola (UNITA) — foi uma trégua frágil que dissolvida em 9 de julho de 1975. 

## Negociação
Os três principais líderes independentistas — Agostinho Neto do MPLA, Jonas Savimbi da UNITA, e Holden Roberto da FNLA — reuniram-se em Nakuru em 15-21 de junho. O presidente queniano Jomo Kenyatta moderou as negociações. Os líderes "denunciaram o uso da força como meio de resolução de problemas" e, novamente, concordaram em abandonarem as armas e desarmar os civis. 